# Transformer Cars

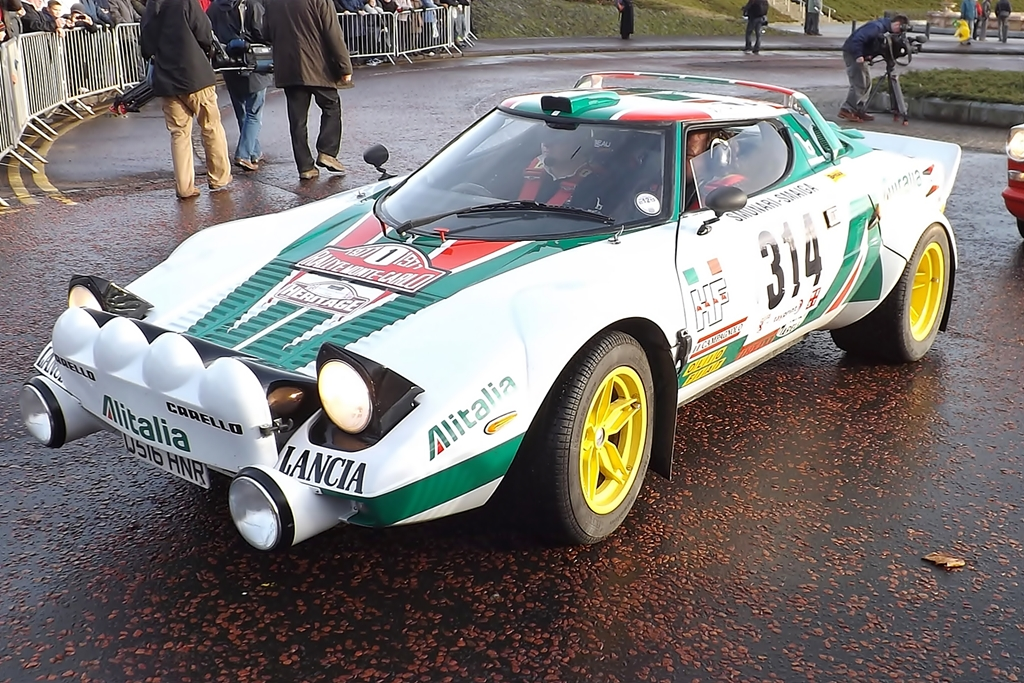
Transformer HF

Transformer Cars war ein britischer Hersteller von Automobilen.

## Unternehmensgeschichte
Gerry Hawkridge gründete 1984 das Unternehmen in Frant in der Grafschaft East Sussex. Ihm zur Seite standen Colin Artus und Gordon Cruickshank. Sie begannen mit der Produktion von Automobilen und Kits. Der Markenname lautete Transformer. 1990 endete die Produktion. Andere Quellen geben den Produktionszeitraum mit 1986 bis 1996 an. Insgesamt entstanden etwa 250 Exemplare. Hawkridge gründete 1986 auch Hawk Cars.

## Fahrzeuge
Im Angebot standen die Modelle HF 2000 und HF 3000. Dies waren Nachbildungen des Lancia Stratos. Auf ein spezielles Fahrgestell wurde eine Coupé-Karosserie aus Fiberglas montiert. Viele Teile kamen vom Lancia Beta. Verschiedene Motoren von Honda, Rover, V6-Motoren von Alfa Romeo sowie V6- und V8-Motoren von Ferrari trieben die Fahrzeuge an.
Nachfolger wurde der Hawk Stratos von Hawk Cars.